# Церковь редемптористов (Вена)
Церковь редемптористов (нем. Redemptoristenkirche) — католический храм в Хернальсе, 17-м районе Вены. Посвящена Божьей Матери Неустанной Помощи. Памятник архитектуры Австрии.

## История
Церковь была построена между 1886 и 1889 годами при монастыре редемптористов. В 1937 году получила статус приходской. Приход Божьей Матери Неустанной Помощи является одним из четырёх в 17-м районе города.
При бомбардировках во время Второй мировой войны в 1944—1945 годах здание церкви было повреждено. Колокольня была обновлена в 1954 году, в 1957 были произведены дополнительные ремонтные работы и приобретены нынешние колокола. В 1974 году был отреставрирован интерьер церкви. В 1983 фирма Rieger построила новый орган, использовав некоторые части старого.

## Архитектура
Неоготическая псевдобазилика архитектора Рихарда Йордана расположена на Клеменс-Хофбауэр-Плац (Clemens-Hofbauer-Platz) и обращена к площади южной стороной с колокольней. С севера к ней примыкают трехэтажный монастырь и монастырский сад. Церковь построена из голого кирпича, имеет множество приделов. Над входными порталами расположены барельефы из песчаника. На центральном — Божья Матерь Неустанной Помощи со Св. Альфонсо Марией де Лигуори, основателем ордена, и Св. Клеменсом Марией Хофбауэром, а также герб ордена редемптористов. На контрфорсах стоят статуи Св. Терезы Авильской, архангела Михаила, Св. Леопольда и Марии Магдалины. Барельефы на тимпанах и статуи — работа скульптора Рохуса Хаса, он же выполнил пьету в нише у основания колокольни.
Эскизы Рихарда Йордана для Церкви редемптористов и Приходской церкви Герстхофа были представлены на Всемирной выставке в Париже в 1900 году. С точки зрения истории архитектуры и искусства особое значение имеет неоготическое убранство церкви, сохранившееся со времен постройки. Главный алтарь — работа редемпториста Макса Шмальца, который также написал картины Крестного пути. Алтарь в часовне колокольни посвящен Альфонсо Марии де Лигуори, алтарь в приделе — Клеменсу Марии Хофбауэру — редемптористу и покровителю Вены. В церкви хранится копия чудотворного образа Божьей Матери Неустанной Помощи, оригинал которого находится в Церкви Святого Альфонсо де Лигуори в Риме. Икона «Мадонна влюбленных» XVIII века изначально находилась в Госпитале Святой Елизаветы в Ландштрасе. Создание Андреевского креста третьей четверти XVIII века приписывают кругу барочного скульптора Йозефа Штаммеля. В целом, трехнефный интерьер церкви выдержан в зеленых и золотых тонах.

## Галерея

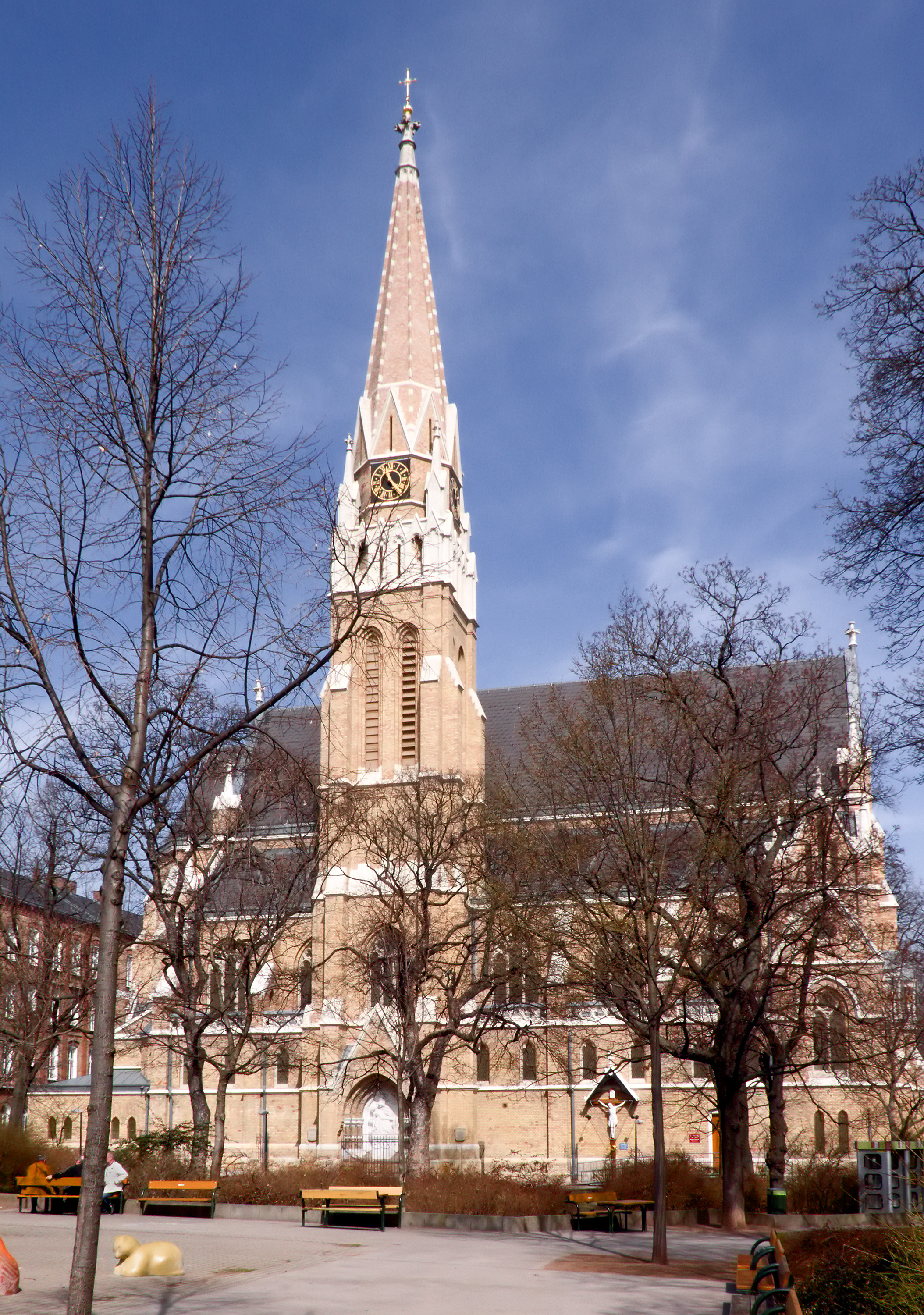
Вид с юга
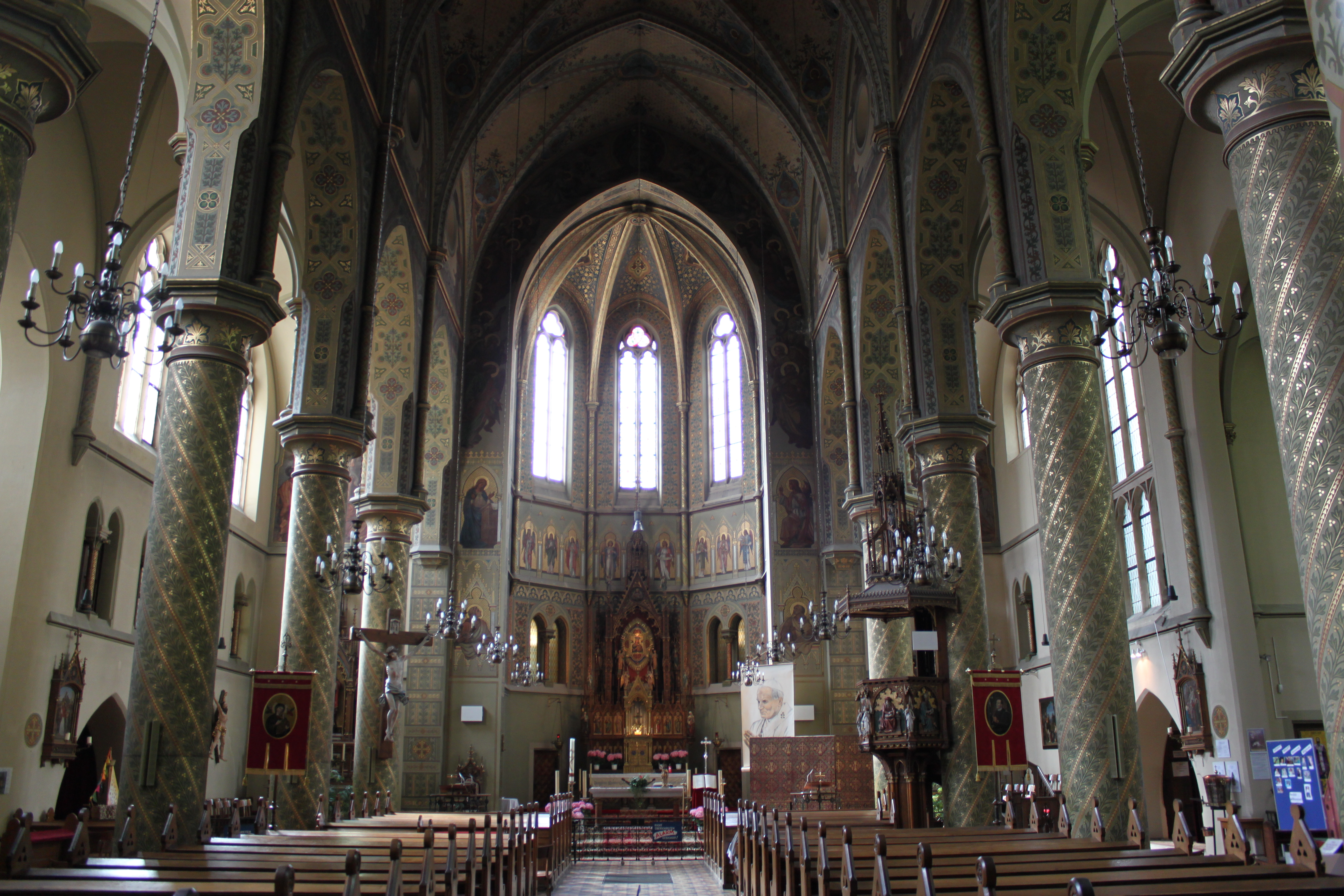
Внутреннее убранство
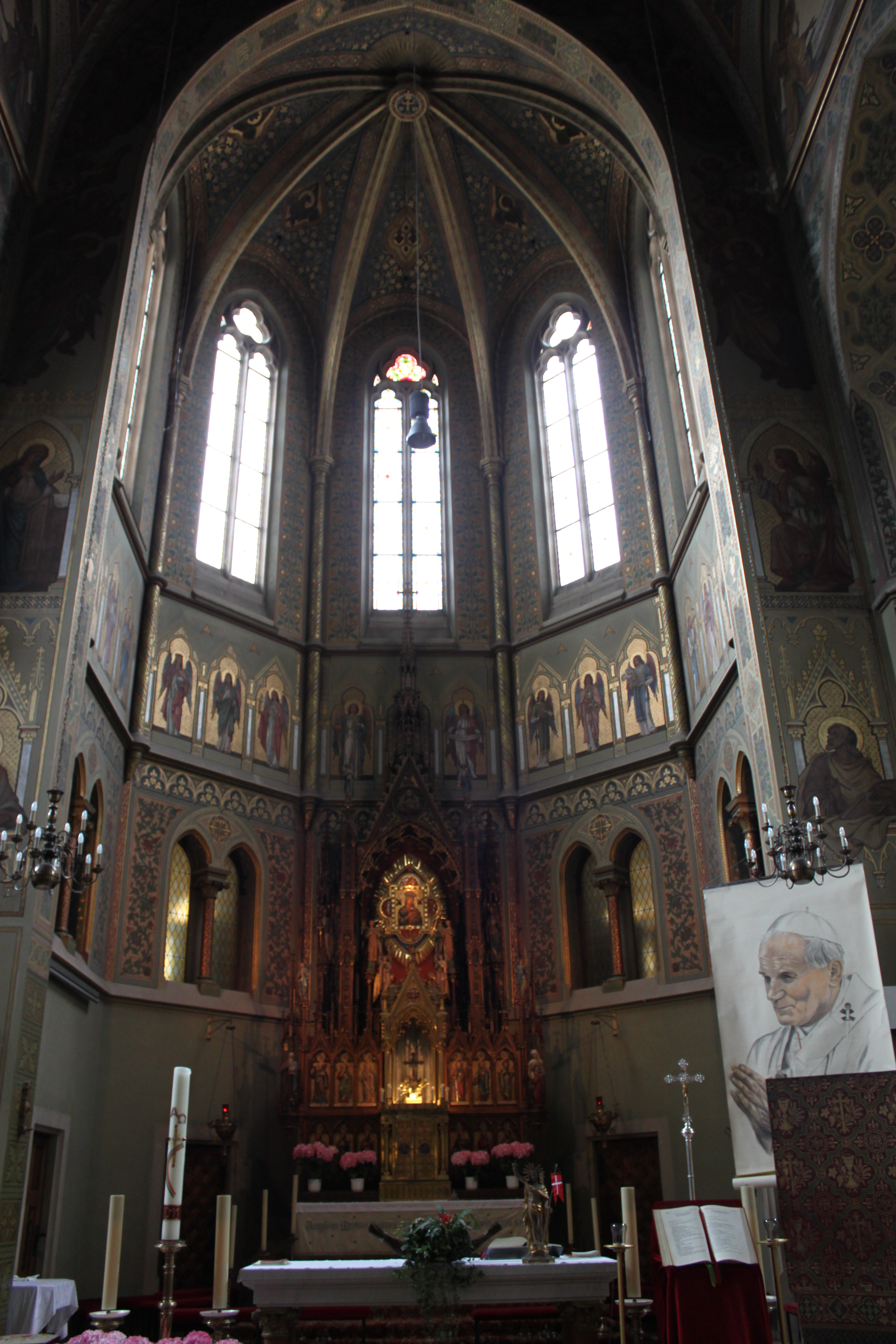
Апсида изнутри
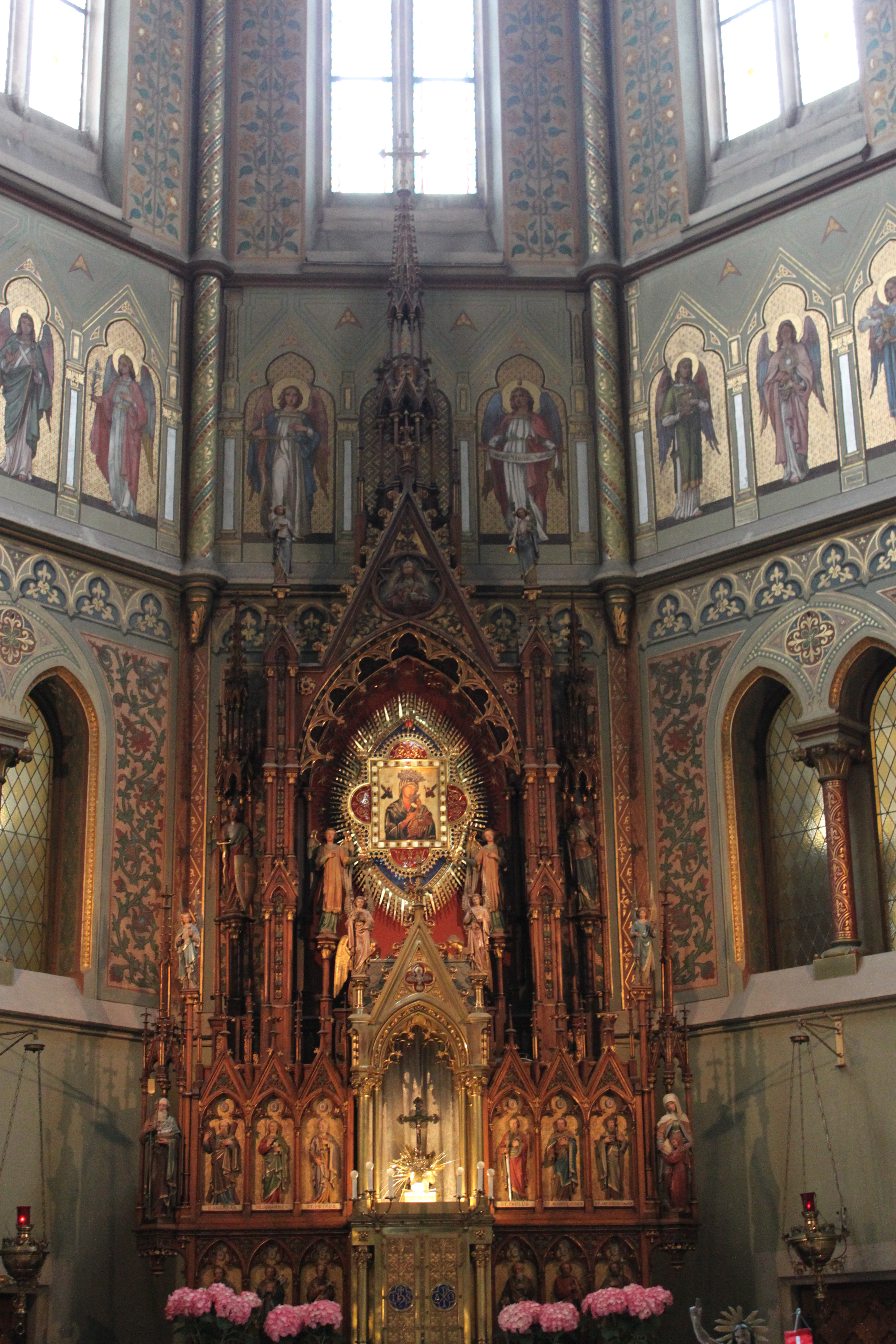
Главный алтарь
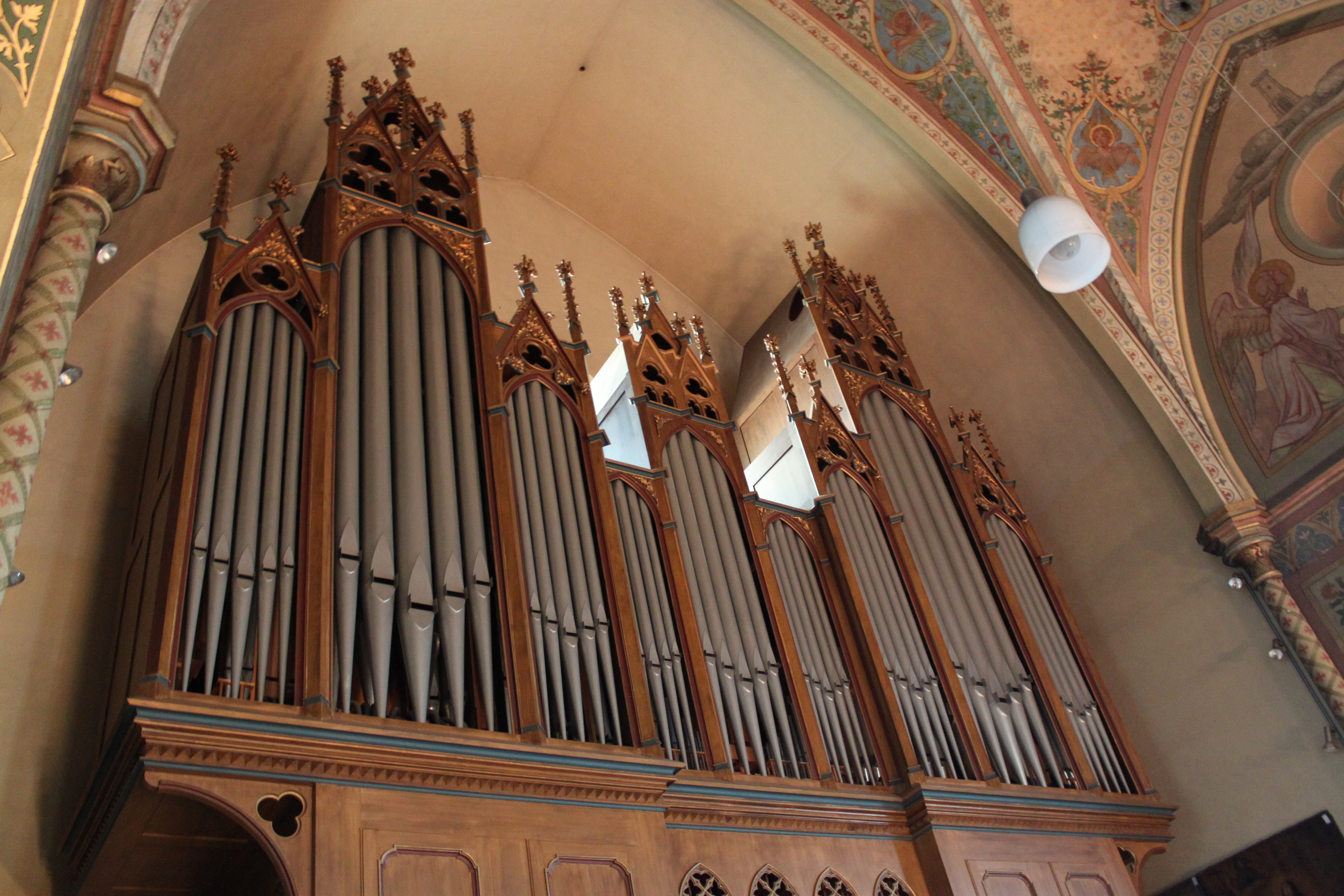
Орган